# Linosyris anacampthiphylla
Linosyris anacampthiphylla là một loài thực vật có hoa trong họ Cúc. Loài này được Ambrosi mô tả khoa học đầu tiên.